# Kieran Lee
Kieran Christopher Lee (* 22. Juni 1988 in Tameside) ist ein englischer Fußballspieler. Der sowohl im zentralen Mittelfeld als auch als (linker) Außenverteidiger einsetzbare Akademie-Absolvent von Manchester United stand zuletzt bei den Bolton Wanderers unter Vertrag.

## Sportlicher Werdegang
Obwohl gelernter Mittelfeldspieler setzte Manchester United den mit einem guten Ballgefühl ausgestatteten Kieran Lee in der Jugend häufig als Abwehrspieler auf der Außenbahn ein, wobei dieser sowohl links als auch rechts agierte. Nach der Unterzeichnung eines offiziellen Jugendspielervertrags im Juli 2004 und guten Leistungen in der U-17-Auswahl absolvierte er in der Saison 2004/05 insgesamt 25 Partien für die U-18-Mannschaft, ließ 23 weitere Spiele im anschließenden Jahr folgen und kam zudem 16 Mal in der Reservemannschaft zum Einsatz.
Vor Beginn der Saison 2006/07 unterzeichnete Lee einen Profivertrag mit einer zweijährigen Laufzeit bei den „Red Devils“ und in der Saisonvorbereitung erhielt er durch einige Kurzeinsätze Gelegenheiten zur Bewährung. Seinen Platz fand er aber weiterhin nur im Reserveteam und brachte es dort bis zum Mannschaftskapitän. Gegen Crewe Alexandra absolvierte er in der dritten Runde des Ligapokals sein erstes Pflichtspiel für die erste Mannschaft und erzielte nach der Einwechslung in der 77. Minute für David Gray gleich sein erstes Tor zum entscheidenden 2:1-Sieg. Auch in der anschließenden Ligapokalrunde gegen Southend United wechselte ihn Trainer Alex Ferguson zu einem späten Zeitpunkt ein, wobei die Partie mit 0:1 verloren ging. In der Premier League debütierte Lee am 9. Mai 2007 gegen den FC Chelsea, als der Kampf um die Meisterschaft bereits entschieden war. Es war der letzte Auftritt in der „ersten Elf“ von United und zu Beginn des Jahres 2008 lieh ihn der Klub nach London an die Queens Park Rangers aus. In der zweitklassigen Football League Championship bestritt Lee sieben Meisterschaftsspiele, davon aber nur zwei Partien von Beginn an.
Im Sommer 2008 wechselte Lee ablösefrei zum Drittligisten Oldham Athletic, aber auch bei seinem neuen Klub waren die Gelegenheiten zunächst selten und erst unter dem neuen Interimstrainer Joe Royle kam er ab April 2009 regelmäßiger zum Zug.
Seit Juli 2023 ist er vereinslos.